# Поверхность последнего рассеяния

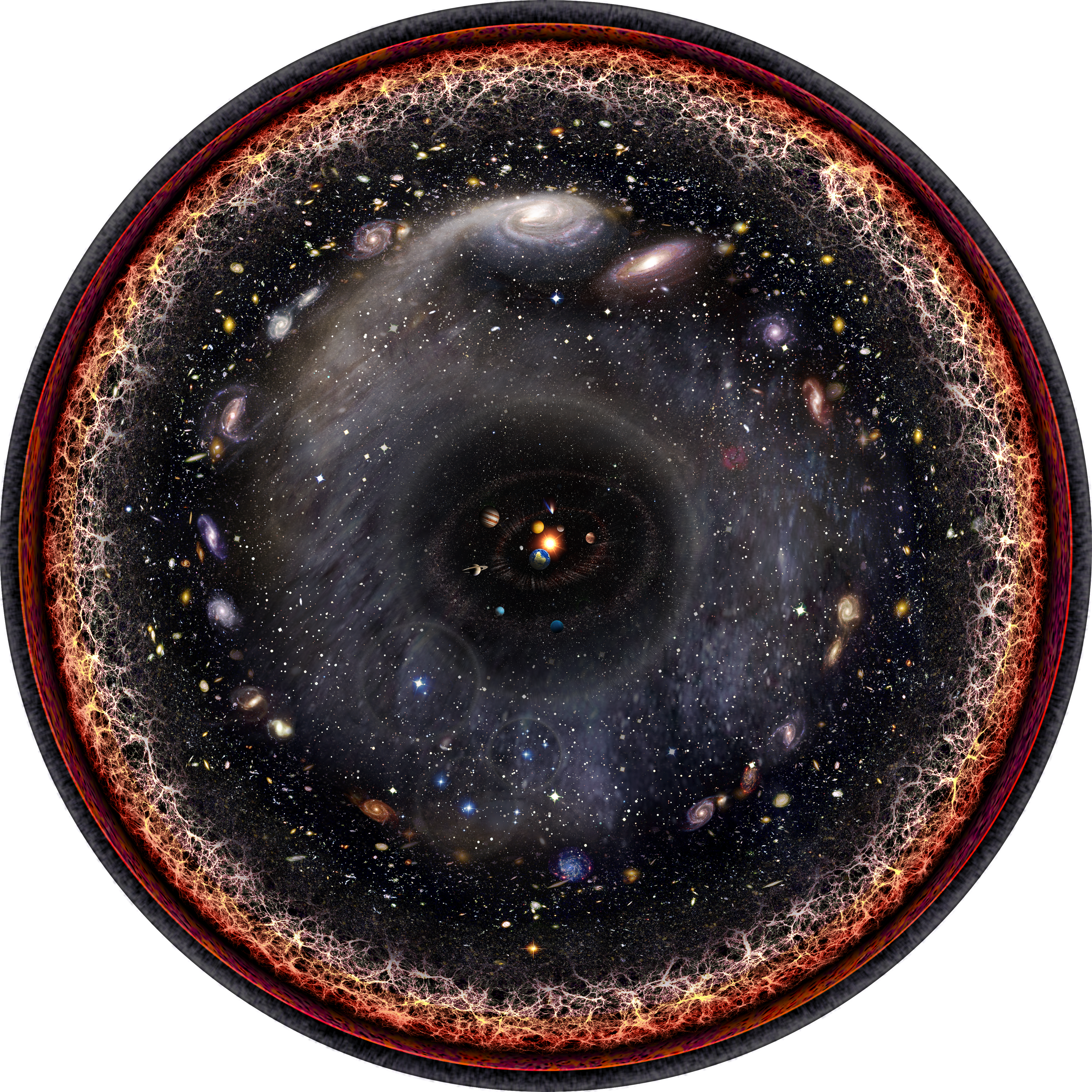
Художественное изображение Наблюдаемой Вселенной в логарифмическом масштабе. В центре Солнечная система, далее наша галактика Млечный Путь, соседние и дальние галактики, крупномасштабная структура Вселенной и реликтовое излучение. По краю изображена невидимая плазма Большого взрыва.

Поверхность последнего рассеивания — удалённая область космоса, на которой сегодняшние фотоны реликтового излучения последний раз рассеялись ионизированной материей, сейчас с Земли представляется как сферическая оболочка. Ближе, чем эта поверхность, Вселенная являлась, по существу, уже прозрачной для излучения благодаря рекомбинации атомов. Далее, чем эта поверхность, фотоны быстро рассеивались на ионах и электронах. Поэтому, хотя поверхность имеет конечную толщину, она является относительно резкой границей. Большая часть анизотропии, которую мы наблюдаем в микроволновом диапазоне (длина волны от 1 м — частота 300 МГц до 1 мм — 300 ГГц) на сегодняшнем небе была образована на этой поверхности последнего рассеяния.